# بيتر ميرفي (رسام)
بيتر ميرفي (بالإنجليزية: Peter Murphy)‏ هو رسام بريطاني، ولد في 1959 في ليدز في المملكة المتحدة.